# Anna Hyatt Huntington
Anna Hyatt Huntington (ur. jako Anna Vaughn Hyatt 10 marca 1876 w Cambridge, Stany Zjednoczone, zm. 4 października 1973 w Redding, Stany Zjednoczone) – amerykańska rzeźbiarka, najbardziej znana z figur przedstawiających zwierzęta oraz z posągów jeździeckich. Członkini National Academy of Design, National Sculpture Society i Academy of Arts and Letters.

## Życiorys
Anna Vaughn Hyatt urodziła się jako młodsza córka Audelli Beebe Hyatt i wybitnego paleontologa i zoologa Alpheusa Hyatta, profesora zoologii Massachusetts Institute of Technology i Boston University. Profesja i zainteresowania ojca wywarły wpływ na córkę sprawiając, że Anna Hyatt dorastała obserwując naturę oraz zachowania i zwyczaje zwierząt. Jako obserwatorka zwierząt szczególnie polubiła konie, fascynując się nimi od wczesnych lat. Zainteresowania te sprawiły, że wcześnie odkryła swoje powołanie, rzeźbiarstwo; przełomowym momentem, decydującym o zajęciu się tą dziedziną sztuki okazał się udany model psa, o wykonanie którego zwróciła się do niej starsza siostra, również rzeźbiarka. Ona też udzieliła jej pierwszych lekcji.
W 1898 roku Anna Vaughn Hyatt studiowała przez krótki okres w Bostonie pod kierunkiem Henry'ego Hudsona Kidsona. W tym samym roku zaczęła wystawiać swoje prace. Po 1900 roku swoje prace sprzedawała za pośrednictwem bostońskiego domu towarowego Shreve, Crump & Low. W 1902 roku wystawiła 25 posążków zwierząt w Boston Art Club. Po śmierci ojca w tym samym roku obie z matką przeprowadziły się do Nowego Jorku, gdzie w Bronx Zoo Anna rysowała zwierzęta.
W 1902 roku Anna Hyatt przez krótki okres studiowała pod kierunkiem H.E. Kitsena w Art Students League w Nowym Jorku, otrzymując pochlebne słowa krytyki ze strony Gutzona Borgluma. Studiowała między innymi z takimi artystami jak: Hermon Atkins MacNeil, George Grey Barnard, Gertrude Vanderbilt Whitney i Malvina Hoffman. Po 1906 roku zdobyła rozgłos jako znakomita rzeźbiarka zwierząt.
W latach 1903–1906 Anna Hyatt miała wspólną pracownię z rzeźbiarką Abastenią St. Leger Eberle. Obie pracowały razem nad rzeźbami przedstawiającymi zwierzęta, modelowanymi przez Annę i rzeźbionymi przez Abastenię. Ich rzeźba Mężczyźni i byk (1904, zniszczona) zdobyła brązowy medal na wystawie Louisiana Purchase Exhibition w Saint Louis. Inna ich rzeźba, Chłopiec i koza podczas zabawy (1905, zniszczona) została pokazana w 1905 roku na wystawie zorganizowanej przez Society of American Artists. 

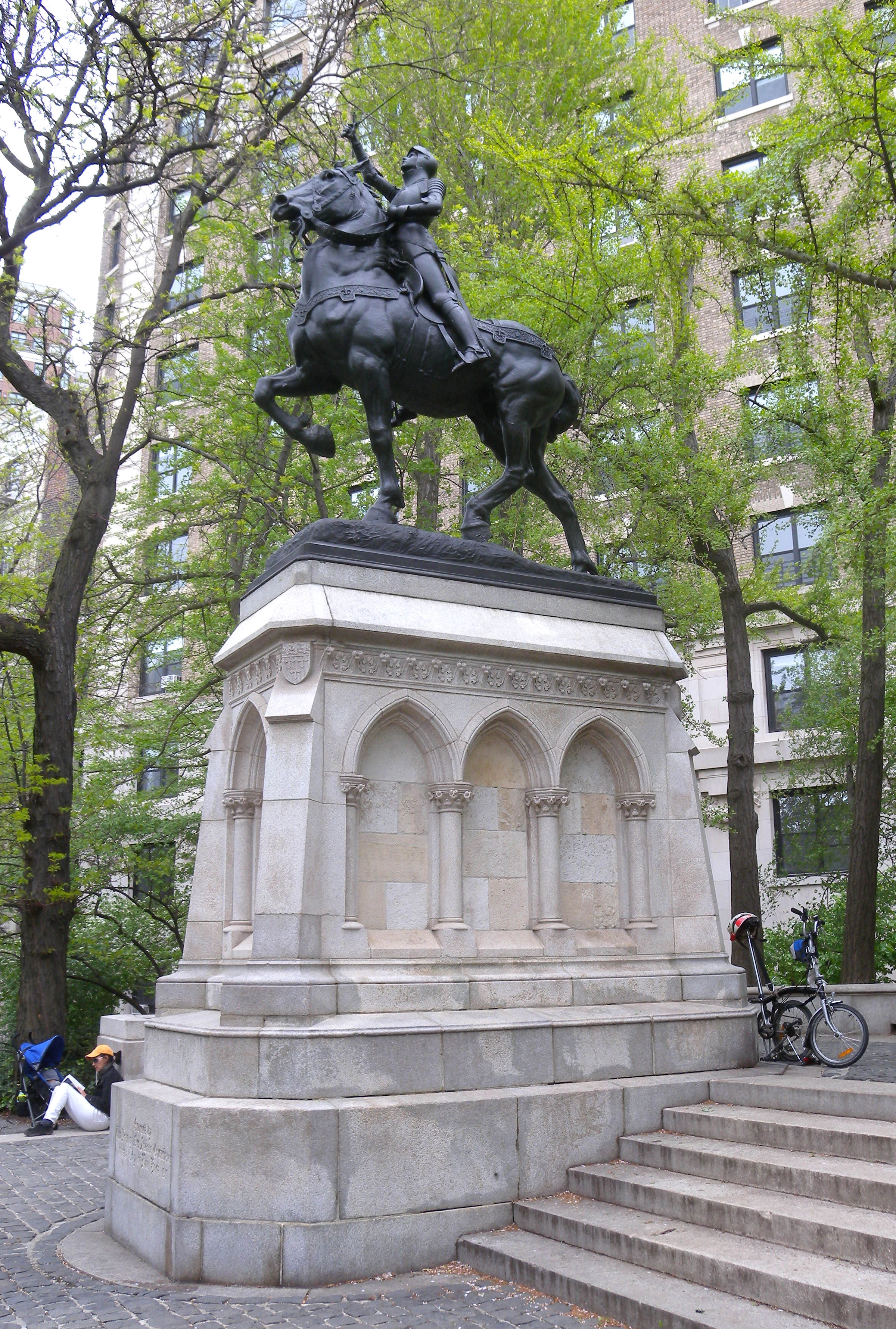
Joanna d'Arc, 1915, Manhattan, Riverside Drive przy 93rd Street

Po 1906 roku Anna Hyatt zdobyła rozgłos jako znakomita rzeźbiarka zwierząt. W latach 1906–1908 mieszkała w Europie. Ponownie udała się tam w 1910 roku zdobywając wyróżnienie za gipsowy model Joanny d’Arc. Później powróciła do Ameryki, gdzie zrealizowała wiele zamówień, kilka rzeźb monumentalnych, takich jak Joanna d'Arc (1915), znajdująca się przy Riverside Drive w Nowym Jorku. W 1923 roku została żoną (drugą z kolei) Archera Miltona Huntingtona. Archer Huntington żywo interesował się sztuką, szczególnie hiszpańską oraz kulturą, zachęcając do dzielenia swych zainteresowań również żonę. Pomimo długiej walki z gruźlicą rozpoczętej w 1927 roku, Anna Hyatt Huntington nadal aktywnie rzeźbiła i wystawiała swoje prace. 

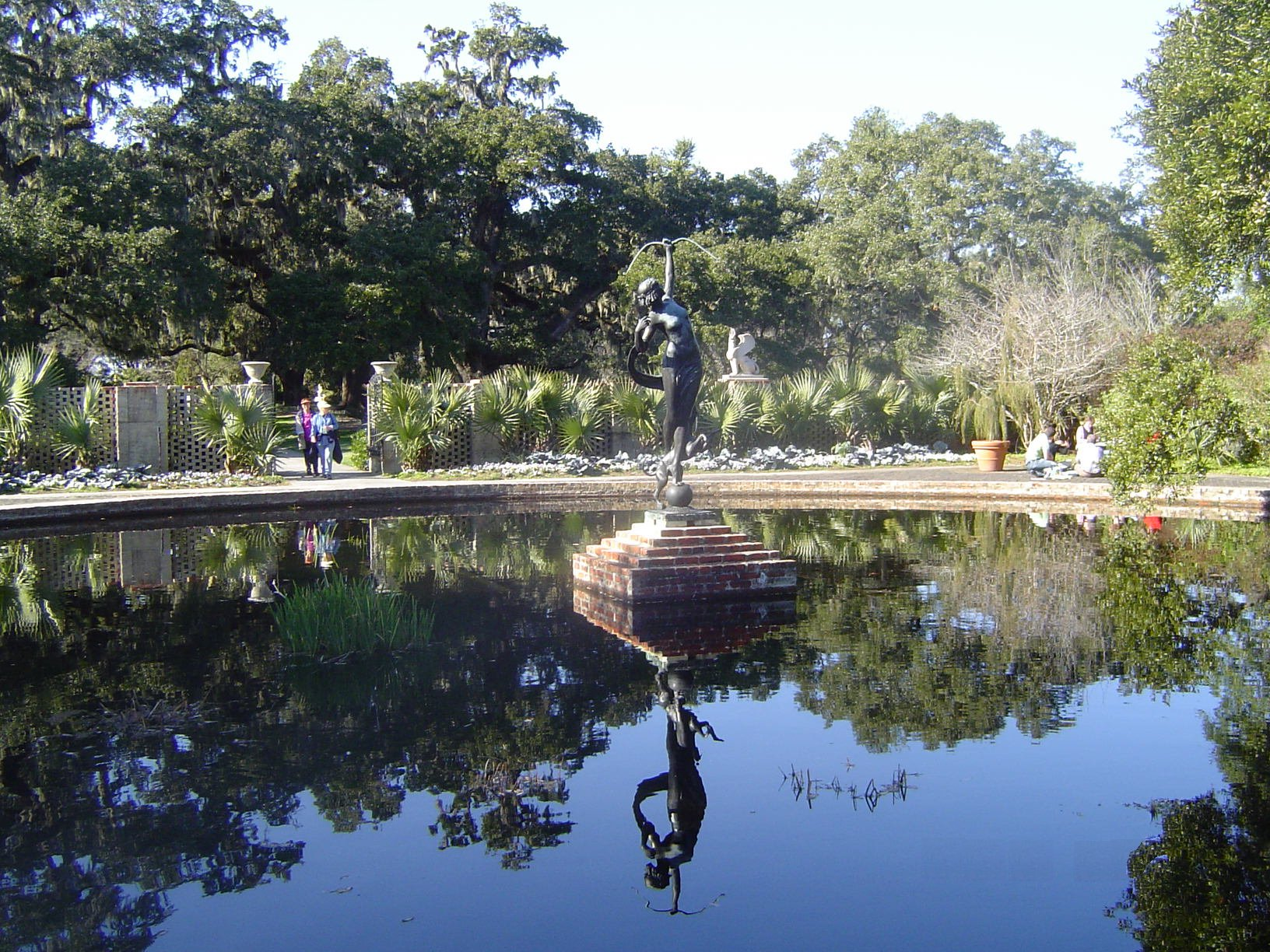
Brookgreen Gardens - Diana na polowaniu (Anna Hyatt Huntington, 1922)

W 1931 roku Huntingtonowie założyli w Murrells Inlet w stanie Karolina Południowa rezerwat przyrody i ogród rzeźby Brookgreen Gardens, w którym wystawiono kilkaset amerykańskich rzeźb z XIX i pierwszych dekad XX wieku; wśród nich znalazły się liczne prace Anny Hyatt Huntington, jak Diana na polowaniu z 1922 roku, za którą National Academy of Design przyznała jej w tym samym roku Saltus Medal i przyjęła w poczet swoich członków. W 1940 roku Huntingtonowie przekazali w darze Akademii własną rezydencję przy Fifth Avenue.
Oboje bardzo interesowali się ekologią i ochroną dzikiej przyrody. Kierując się tymi względami przekazali 5 200 ha terenów leśnych w Adirondack jako darowiznę na rzecz State University of New York College of Environmental Science and Forestry. Później dodali jeszcze 800 ha.
Sam Archer Milton Huntington założył w 1904 roku w Nowym Jorku Hispanic Society of America, którą to organizację aktywnie wspierała Anna oraz, w 1930 roku, Mariner's Museum w Newport News w stanie Wirginia. W 1932 roku Anna Huntington została, jako pierwsza kobieta, członkinią Academy of Arts and Letters. W 1936 roku Akademia zorganizowała na jej cześć pamiątkową wystawę.
W 1937 roku Huntingtonowie przenieśli się z Nowego Jorku do Haverstraw, a w 1940 roku osiedli na farmie w pobliżu Bethel, w stanie Connecticut. Tu Anna Huntington zainteresowała się chartami szkockimi i ich hodowlą, zdobywając również w tej dziedzinie szereg nagród, choć jej głównym zajęciem była nadal działalność artystyczna. W 1972 roku choroba zmusiła ją do zaprzestania pracy; wkrótce potem, w 1973 roku artystka zmarła. Pochowana została na Woodlawn Cemetery (Bronx, Nowy Jork).

## Twórczość

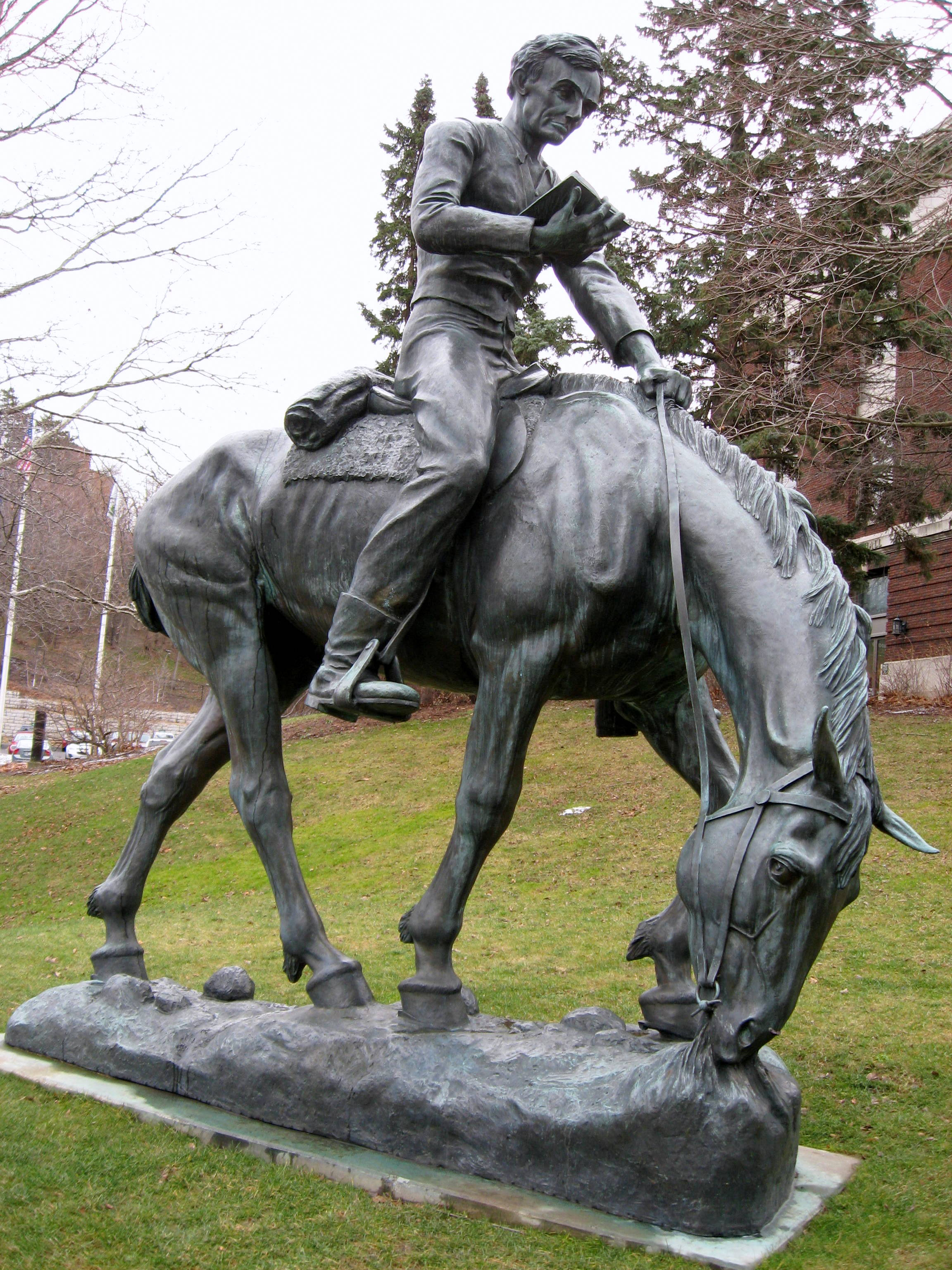
Abe Lincoln na koniu (1963), kampus State University of New York College of Environmental Science and Forestry, Syracuse

Działalność artystyczna Anny Hyatt Huntington rozciąga się na przestrzeni siedemdziesięciu lat. Jej ogólne podejście do rzeźby było kontynuacją tradycji francuskiego naturalizmu, reprezentowanego przez takich twórców jak: Emmanuel Frémiet, Antoine-Louis Barye i Alexandre Falguière. Mimo że ulubionymi tematami artystki były zwierzęta, zarówno dzikie jak i domowe, tworzyła ona również popiersia portretowe oraz pełne wigoru studia postaci ludzkich.
Szczególnie dobrze znane są heroiczne, jeździeckie posągi Anny Hyatt Huntington, w tym Cyd (wykonany dla Sewilli w 1927 roku, którego repliki obecne są w kilku miejscach, w tym w Hispanic Society of America w Nowym Jorku), Młody Andrew Jackson (Andrew Jackson State Park, Lancaster, Karolina Południowa), Generał Israel Putnam (Putnam Memorial Park, Redding, Connecticut) i Niosący pochodnię (Ciudad Universitaria, Madryt). Jej ostatnią wielką rzeźbą przedstawiającą jeźdźca był konny pomnik kubańskiego działacza narodowego José Martí, stojący w nowojorskim Central Parku; prace nad tym dziełem artystka rozpoczęła w połowie lat 50., ale z powodu napiętych stosunków między Stanami Zjednoczonymi a Kubą został on odsłonięty dopiero w 1965 roku.

## Nagrody i odznaczenia
Anna Huntington otrzymała w ciągu swojej kariery wiele nagród i wyróżnień, w tym:
- 1915 – srebrny medal na San Francisco Exposition[3];
- 1917 – złoty medal w Filadelfii[3];
- 1920 – Saltus Medal for Merit National Academy of Design za model Joanny d'Arc[7];
- 1922 – Saltus Medal for Merit National Academy of Design za Dianę na polowaniu[7][2];
- 1922 – Legia Honorowa[6];
- 1928 – Julia A. Shaw Memorial Prize National Academy of Design za Walczącego byka[7];
- 1929 – Order (Wielki Krzyż) Alfonsa XII[6];
- 1930 – złoty medal American Academy of Arts and Letters[6];
- Medal of Honor National Sculpture Society[6];
- 1948 – Elizabeth N. Watrous Gold Medal National Academy of Design za Don Kichota[7];
- 1958 – Elizabeth N. Watrous Gold Medal National Academy of Design za Igrające młode klacze[7];
- 1958 – Unión de Mujeres Americanas wybrała Annę Hyatt Huntington „Woman of the Americas” („Kobietą [obu] Ameryk”)[6];
- 1960 – Who's Who in America wybrał Annę Hyatt Huntington „Outstanding Woman of 1960” („Wybitną kobietą roku 1960”)[6].

## Członkostwo
Anna Huntington była członkinią Amerykańskiej Akademii Sztuki i Literatury, National Academy of Design i National Sculpture Society.

## Zbiory
Prace Anny Hyatt Huntington znajdują się w zbiorach ponad 200 amerykańskich muzeów oraz w parkach i ogrodach na całym świecie. W Stanach Zjednoczonych największy zbiór jej rzeźb znajduje się w zbiorach Syracuse University. Pierwsze swoje dzieło, rzeźbę z brązu Diana z łukiem i psem, artystka przekazała tej uczelni jeszcze w latach 30. Kolejne darowizny miały miejsce w latach 60.; były wśród nich popiersia Don Kichota i figurki jeźdźców.
W 1974 roku, już po śmierci Anny Hyatt Huntington, Syracuse University otrzymał darowiznę, składającą się z 6 wielkowymiarowych rzeźb jej autorstwa oraz dużej ilości mniejszych rzeźb, wykonanych przez nią z brązu, aluminium, kamienia, gipsu i gliny. Największą z rzeźb wielkowymiarowych jest mierzący 4,2 m wysokości posąg Abe Lincoln na koniu (1963), ustawiony w listopadzie 1974 roku na terenie głównego kampusu State University of New York College of Environmental Science and Forestry, gdzie znajduje się na zasadzie wypożyczenia stałego z Syracuse University. Pozostałe rzeźby wielkowymiarowe to: L’Orage, Św. Franciszek z Asyżu, Joanna d'Arc (replika z brązu), Ojciec Cañas i Collis Potter Huntington.
Dokumentacja Anny Hyatt Huntington (korespondencja, rękopisy, fotografie, katalogi, materiały drukowane) znajduje się w zbiorach Syracuse University oraz w Archives of American Art.